# Little Alchemy
『Little Alchemy』（リトルアルケミー）はRecloakが開発したパズルゲーム。2010年12月8日にリリースされた。
現在日本語版を開発中であり、2024年内に発表予定。
この項目では『Little Alchemy』と第二作目である『Little Alchemy 2』についても記述する。

## 概要

### ゲームシステム
アイテムをドラッグ・アンド・ドロップで合成し、様々なものに変化させていくゲーム。アイテムは四元素からスタートし、最終的には580種類になる。アイテムには合成が不可能な組み合わせも存在する。 
アイテムにはそれ以上の合成が不可能な最終段階の「final」というカテゴリが存在している。

## Little Alchemy 2
『Little Alchemy 2』はRecloakが開発したLittle Alchemyの第二作目である。2017年8月23日にリリースされた。

### 前作との相違点
アイテムは720種類に増加し、グラフィックも全て一新されたほか効果音と音楽も追加された。音楽はOrka Veerが手掛けており、後述のサウンドトラックに全て収録されている。

### サウンドトラック
| 全作曲: Orka Veer。 |                                 |       |                  |      |
| #                   | タイトル                        | 作詞  | 作曲・編曲       | 時間 |
| 1.                  | 「Time Complexity」             |       | Orka Veer [ 5 ]  | 4:15 |
| 2.                  | 「First Available Space」       |       | Orka Veer [ 6 ]  | 3:27 |
| 3.                  | 「Statistical Self-Similarity」 |       | Orka Veer [ 7 ]  | 3:27 |
| 4.                  | 「Initial Conditions」          |       | Orka Veer [ 8 ]  | 2:09 |
| 5.                  | 「Group Velocity」              |       | Orka Veer [ 9 ]  | 5:19 |
| 6.                  | 「General Relativity」          |       | Orka Veer [ 10 ] | 2:38 |
| 7.                  | 「Indirect Detection」          |       | Orka Veer [ 11 ] | 2:25 |
| 8.                  | 「Collective Behavior」         |       | Orka Veer [ 12 ] | 2:20 |
| 9.                  | 「And Other Approximations」    |       | Orka Veer [ 13 ] | 3:11 |
| 合計時間:           | 合計時間:                       | 29:11 |                  |      |

### 追加コンテンツ
2018年3月15日に伝説や神話のアイテムを110個追加する「Myths and Monsters content pack」がGoogle Play及びApp Store向けに発売された。